# Барбара Делінські
Барбара Делінські (англ. Barbara Delinsky), справжнє ім'я Барбара Рут Ґрінберґ (англ. Barbara Ruth Greenberg; 9 серпня 1945) — американська письменниця. Також відома під псевдонімами Біллі Дуглас, Боні Дрейк.

## Життєпис
Народилася в місті Бостон, штат Массачусетс, США. Рано втратила матір. Сама письменниця про це писала так:

| «Моя мати померла, коли мені було вісім років, до того ж п'ять років до смерті вона прохворіла — тобто насправді я знала її лише три коротких роки. Але все своє життя я намагалася зробити їй приємне — те, що, як мені здавалося, змусило б її пишатися мною». |
У 1963 році вона закінчила середню школу в Ньютоні, штат Массачусетс. У 1967 році закінчила Університет Тафтса, отримавши ступінь бакалавра психології. У 1969 році отримала ступінь магістра з соціології в Бостонському коледжі.
Працювала вчителем соціології в дитячих установах, була фотожурналістом і репортером, доки остаточно не присвятила себе белетристиці. На початку літературної кар'єри вона писала легкі романтичні книги в м'якій обкладинці під псевдонімами Біллі Дуглас та Боні Дрейк. Але, з того часу, як вона почала писати під ім'ям Барбара Делінські, як додала складності в побудові сюжету — ситуація змінилася докорінно. Її книги перекладені на 25 мов світу і розтиражовані накладом у більш ніж 20 мільйонів примірників.
У 2001 році вийшла друком перша робота Барбари Делінські в жанрі документальної літератури «Таємниці вилікуваних від раку малочної залози». Для написання книги вона використовувала результати інтерв'ю з 350-ма хворими на рак молочної залози, а також з членами їхніх родин. Вона зібрала колекцію порад для тих, хто бореться з хворобою. Будучи колись сама хворою на цю форму раку, Барбара Делінські передала всі доходи від продажу цієї книги в Центр досліджень ракових захворювань.
Мешкає у місті Ньютон, штат Массачусетс. У вільний від написання книг час полюбляє займатись каякінгом.

### Під псевдонімом Бонні Дрейк
- The Passionate Touch (1981)
- Surrender by Moonlight (1981)
- Sweet Ember (1981)
- Sensuous Burgandy (1981)
- The Ardent Protector (1982)
- Whispered Promise (1982)
- Lilac Awakening (1982)
- Amber Enchanment (1982)
- Lover From the Sea (1983)
- The Silver Fox (1983)
- Passion and Illusion (1983)
- Gemstone (1983)
- Moment to Moment (1984)

### Під псевдонімом Біллі Дуглас
- Search for a New Dawn (1982)
- A Time to Love (1982)
- Knightly Love (1982)
- Sweet Serenity (1982)
- The Carpenter's Lady (1983)
- Fast Courting (1983)
- Flip Side of Yesterday (1983)
- Beyond Fantasy (1983)
- An Irresistible Impulse (1983)
- Variation on a Theme (1984)

### Під псевдонімом Барбара Делінські
- Bronze Mystique (1984)
- Finger Prints (1984)
- Secret of the Stone (1985)
- Chances Are (1985)
- First Things First (1985)
- Threats and Promises (1986)
- Straight from the Heart (1986)
- Within Reach (1986)
- First, Best and Only (1986)
- Jasmine Sorcery (1986)
- Twilight Whispers (1987)
- Cardinal Rules (1987)
- Heat Wave (1987)
- Commitments (1988)
- T.L.C. (Tender Loving Care) (1988)
- Through My Eyes (1989)
- Heart of the Night (1989)
- Montana Man (1989)
- Having Faith (1990)
- Facets (1990)
- A Woman Betrayed (1991)
- The Stud (1991)
- The Outsider (1992)
- The Passions of Chelsea Kane (1992)
- More Than Friends (1993)
- Suddenly (1994)
- For My Daughters (1994)
- Together Alone (1995)
- Shades of Grace (1995)
- A Woman's Place (1997)
- Father Figure (1997)
- Three Wishes (1997)
- Coast Road (1998)
- Lake News (1999)
- The Vineyard (2000)
- The Woman Next Door (2001) — «Сусідка», переклад українською, 2006.
- An Accidental Woman (2002)
- Flirting with Pete (2003) — «Таємниця Дженні», переклад українською, 2005.
- The Summer I Dared (2004)
- Looking for Peyton Place (2005) — «Повернення», переклад українською, 2008.
- Family Tree (2007)
- The Secret Between Us (2008)
- While My Sister Sleeps (2009)
- Not My Daughter (2010)
- Escape (2012)
- Warm Hearts (2012)
- Love Songs (2013)
- Sweet Salt Air (2013)
- Blueprints (2015)
- «What She Really Wants» (free e-short story; 2015)

## Родина
Одружена. Її чоловік — відомий юрист. Подружжя має трьох дітей.

## Висловлювання про письменницю
«Ніколи Філіп Рот не буде мати таких тиражів, як Барбара Делінські. І ніколи в середовищі фахових читачів ви не почуєте імені Барбари Делінські. Вони просто не знають, хто це така…» (Оксана Забужко).